# فرد امری (بازیکن فوتبال)
فرد امری (انگلیسی: Fred Emery; ۱۹ مهٔ ۱۹۰۰ – ۱۹۵۹ (۵۸−۵۹ سال)) بازیکن فوتبال اهل بریتانیا بود.
از باشگاه‌هایی که در آن بازی کرده‌است می‌توان به باشگاه فوتبال لینکولن سیتی، باشگاه فوتبال دونکستر راورز، و باشگاه فوتبال برادفورد سیتی اشاره کرد.